# The Bridge
The Bridge (en español: 'El puente') es un documental dirigido, producido y escrito por Eric Steel estrenado en el 2006. La película resume un año de grabación (2004) en el puente Golden Gate de San Francisco, lugar donde varias personas se suicidaron. Además, incluye testimonios de los seres queridos de aquellos que saltaron del puente y fueron identificados. The Bridge fue inspirado por un artículo titulado «Jumpers» ('Saltadores'), escrito por Tad Friend para la revista The New Yorker en el año 2003.

## Filmación
Steel entrevistó a familiares y amigos de los suicidas sin informarles que tenía imágenes de la muerte de sus seres queridos. Según él, «Todos los miembros de la familia, a estas alturas, han visto la película, (y están) felices de haber participado en ella».
El proyecto fue mantenido en secreto para evitar que alguien atentara contra su vida en el puente solo para quedar inmortalizado en una película. En promedio, durante el año de filmación, una persona saltó de la estructura cada quince días.
El documental causó controversia cuando los oficiales del Golden Gate levantaron cargos contra Steel por engañarlos respecto a sus intenciones. Él consiguió un permiso para grabar en el puente por varios meses y logró registrar veintitrés de los veinticuatro suicidios conocidos que se llevaron a cabo ahí durante la realización del documental. En su solicitud al Área de Recreación Nacional del Golden Gate —una agencia gubernamental que no tiene jurisdicción sobre el puente, pero que maneja los parques cercanos a él—, Steel aseguró que su objetivo era capturar la poderosa y espectacular intersección entre el monumento y la naturaleza que se aprecia cada día en el puente Golden Gate.

## Gene Sprague
El último día de vida de Gene Sprague es mostrado durante toda la película, siendo la última escena su salto al agua. Entrevistas con sus amigos y familiares fueron intercaladas a través del filme con imágenes de su suicidio.
Sprague (11 de diciembre de 1969 – 11 de mayo de 2004) nació en San Francisco, hijo de una mujer soltera que no deseaba ser madre. Cuando ella se enteró de que estaba embarazada, decidió criarlo y se convirtió en la figura más importante en la vida de Sprague. Sprague sufrió de depresión durante su adolescencia, llegando a comentarles a sus amigos sobre sus ideas suicidas. Sin embargo, ellos no lo tomaron en serio porque siempre hablaba en tono de broma. Según la madrina de Sprague, él incluso le dijo a su madre que deseaba matarse.
Después de que su madre muriese de cáncer, Sprague se obsesionó aún más con el suicidio. Hizo contactos por Internet y se mudó a San Luis (Misuri) para un nuevo comienzo, pero mencionó que planeaba saltar de un puente en esa ciudad o acostarse sobre la línea férrea para acabar con su vida. Tras estas amenazas, sus amigos le enviaron dinero para que cogiera un bus de vuelta a California, donde lo hospedaron y lo llevaron a entrevistas laborales.
El 11 de mayo de 2004, Sprague caminó por el puente unos noventa minutos. Finalmente, subió a la baranda y se dejó caer de espaldas al agua. Según el director del filme, Eric Steel, «Él caminó por el puente desde el lado sur al lado norte y luego de norte a sur, lo que hacen típicamente los turistas. No creí que saltaría del puente, pero debió haber algo en él que capturó mi atención».

¿Por qué eligió el Puente? No sé ... Tal vez sólo quería volar una sola vez.
(Why he chose the Bridge? I don't know… Maybe he just wanted to fly one time.)
-Caroline Pressley, amiga de Gene